# 羅巴特卡里姆
羅巴特卡里姆是伊朗的城市，位於該國北部，由德黑蘭省負責管轄，距離首都德黑蘭27公里，海拔高度1,024米，該市有約280年的歷史，2006年人口62,937。